# Фридрих IV (Залм-Кирбург)
Фридрих IV Ернст Ото Филип Антон фон Залм-Кирбург (на немски: Friedrich IV Ernst Otto Philipp Anton zu Salm-Kyrburg; * 14 декември 1789, Париж; † 14 август 1859, Брюксел) е 4. княз на Залм-Кирбург, принц на Хорнес и Овериск, княз на Ахауз, Бохолт и Гемен, граф на Боцигниес, вилд-и рейнграф.

## Биография
Той е третият син на 3. княз Фридрих III фон Залм-Кирбург (* 1745; † 25 юли 1794, гилотиран в Париж) и съпругата му принцеса Йохана Франциска фон Хоенцолерн-Зигмаринген (1765 – 1790), дъщеря на княз генерал-фелдмаршал-лейтенант Карл Фридрих фон Хоенцолерн-Зигмаринген (1724 – 1785) и графиня Йохана фон Хоенцолерн-Берг (1727 – 1787)
Фридрих IV остава рано сирак и е под опекунството на чичо му Мориц фон Залм-Кирбург (1761 – 1813) и леля му Амалия Цефирина фон Залм-Кирбург (1760 – 1841). На 14 декември 1810 г. той става пълнолетен.
През юли 1806 г. княз Фридрих IV фон Залм-Кирбург и княз Константин фон Залм-Залм (1762 – 1828) са основатели на Рейнския съюз под протектората на Наполеон.

## Фамилия
Фридрих IV фон Залм-Кирбург се жени на 11 януари 1815 г. (морг.) за Цецилия Превот (* 13 юли 1783; † 22 февруари 1866) и я прави баронеса на Бордо. Те имат един син:
- Фридрих V Ернст Йозеф Август фон Залм-Кирбург (* 5 ноември 1823; † 12 април 1887), княз на Залм-Кирбург, женен на 21 март 1844 г. в Париж за принцеса Елеонора де Ла Тремоа (* 17 януари 1827; † 26 ноември 1846)